# Friedrich Lilotte
Friedrich Anton Georg Lilotte, auch Fritz Lillotte (* 2. März 1818 in Menden, Kreis Iserlohn, Provinz Westfalen; † 24. Mai 1873 in Dortmund), war ein deutscher Genre- und Porträtmaler sowie Zeichner der Düsseldorfer Schule.

## Leben

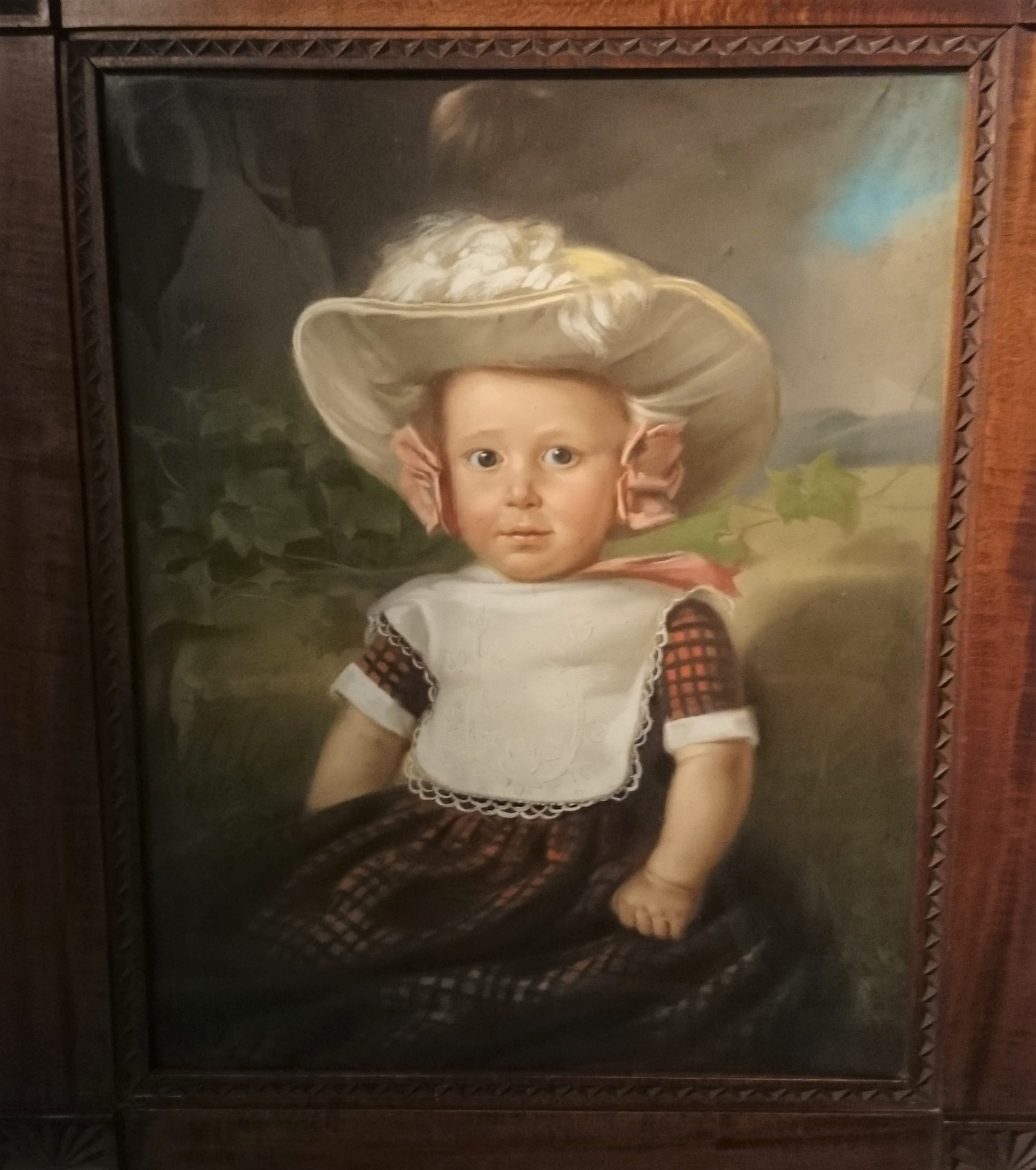
Kinderporträt (Tochter aus der Familie Schoppe)

Lilotte besuchte von 1834 bis 1840 die Kunstakademie Düsseldorf. Dort war er Schüler von Theodor Hildebrandt und Karl Ferdinand Sohn. Als Genremaler bevorzugte er humoristisch aufgefasste Themen aus dem Bereich des Alltagslebens von Kleinbürgern und Bauern. In Düsseldorf, wo er eine Weile wirkte, trug er mit Zeichnungen zur Satirezeitschrift Düsseldorfer Monathefte bei. Später lebte er als Bildnismaler in Menden. Porträts fertigte er in Ölmalerei und Gouache.